# Bathybiaster loripes
Bathybiaster loripes is een kamster uit de familie Astropectinidae.
De wetenschappelijke naam van de soort werd in 1889 gepubliceerd door Percy Sladen.